# 톨 에이버리

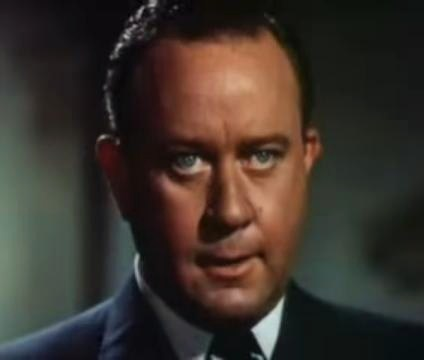

톨 에이버리(Tol Avery, 1915년 8월 28일 ~ 1973년 8월 27일)는 미국의 배우, 텔레비전 배우이다.
포트워스에서 태어났으며 로스앤젤레스에서 사망하였다.

## 영화
- 모리 (1973년)
- 어 드림 오브 킹스 (1969년) - 허먼 역
- 호텔 (1967년)
- 폴로우 미, 보이즈! (1966년)
- 배트맨 - 66년 TV 시리즈 (1966년)
- 제5전선 (1966년)
- FBI (1965년)
- 서부를 향해 달려라 (1965년)
- 틱클리시 어페어 (1963년)
- 트위스트 어라운드 더 클락 (1961년)
- 보난자 (1959년)
- 북북서로 진로를 돌려라 (1959년)
- 부캐넌의 고독한 질주 (1958년)
- 콜트45 (1957년)
- 팔 조이 (1957년)
- 놈은 바닷속으로부터 왔다 (1955년)
- 크라이 투마로우 (1955년)
- 순정에 맺은 사랑 (1955년)